# Баба Бакала
Баба Бакала (хинди Bāba Bakāla) — деревня Индии, в 45 км от Амритсара (45 км дороге Яландхар — Батала), святое место сикхизма.
Важность деревни состоит в том, что здесь нашли девятого гуру сикхов Тегх Бахадура. Тегх Бахадур в деревне прожил около 20 лет, так как из Бакалы была родом его мать. В деревне находится историческая святыня сикхов «Гурудвара Баба Бакала». На каждое новолуние «Гурдвара Баба Бакала» собирает тысячи людей. В Бакале также в день признания гуру Тегх Бахадура, в полнолуние августа проходит ежегодная ярмарка ракша-бандхан, которая приблизительно собирает до ста тысяч человек.

## Посвящения в гуру сикхов в Бакале
Во время пребывания гуру Хар Кришана в Дели, город был охвачен оспой. Когда его последователями спросили, кто будет его преемником, Гуру Хар Кришан ответил, что его преемник должен быть найден в Баба Бакале. Когда весть об этом достигла селения Бакала, двадцать два содхи, в том числе Баба Дхир Мал, внук Гуру Хар Гобинда, провозгласили себя девятым Гуру сикхов. Сикхи были озадачены таким числом преемников, и не могли понять, кто является действительным девятым гуру. Ранее богатый торговец Макхан Шах Лабана из округа Джехлем попал в сильный шторм. Судно полное товаров стало тонуть и он воззвал к Гуру Нанаку и поклялся пожертвовать ему пятьсот золотых мохаров, если корабль благополучно достигнет берега. Корабль торговца благополучно доплыл и он решил сдержать данное Гуру обещание. Макхан Шах прибыл в селение Бакала и обнаружил 22 гуру. Он решил проверить гуру на подлинность, дав каждому по 2 золотых. Каждый гуру принял дар и благословил его. Когда разочарованный Махан Шах собирался покинуть деревню, ребёнок рассказал ему, что ещё один гуру находится неподалёку. Опять Махан Шах поклонился и отдал 2 золотых и повернулся, чтобы уйти. Тогда Гуру Тегх Бахадур спросил: «О сикх, так теперь ты пытаешься прельстить Гуру приношением всего лишь двух золотых мохаров? А где остальные из тех пяти сотен золотых монет, которые ты обещал пожертвовать, когда твое судно тонуло?» Мукхан Шах, обрадованный, простерся у ног Гуру. Затем он поднялся на крышу дома и закричал: «Гуру Ладхо! Гуру Ладхо!» («Я нашел Гуру! Я нашел Гуру!»). Обнаружение Макхан Шахом подлинного Гуру положило конец притязаниям многочисленных лже-гуру.

## Гурудвара в святой Бакале
В Бакале, на месте где в течение 20 лет медитировал гуру Тегх Бахадур возведён Гурудвара Баба Бакала. В гурудваре находится много картин, имеющих отношение к сикхской истории. Гурудвара Баба Бакала стала местом паломничество, тысячи людей собираются в ночь на Амавасье (праздник в новолуние).